# Alessandra Ruyten
Alessandra Ruyten (26 november 1991) is een Belgische kunstenares.
Alessandra Ruyten begon haar carrière als portretfotograaf; zij portretteerde verschillende artiesten en muziekgroepen. (dEUS, Luc Tuymans, Jan Van Riet, Anton Corbijn, Guillaume Bijl, Rinus Van de Velde, Inge Grognard, Stefan Peters, Matthias Schoenaerts, e.d.)
Haar foto’s werden gepubliceerd in verschillende kranten, magazines, covers van boeken en elpees; o.a. in De Morgen, Knack, De Standaard, De Standaard Weekblad, Het Laatste Nieuws. 
Ruyten focust zich tegenwoordig op het maken van monoprints en cyanotypes waarbij het hoe/wat/waar aan de verbeelding wordt overgelaten. Zij maakt zowel vrij artistiek werk als artistiek werk in opdracht van galeries.